# حصار سمرقند (1868)
كان حصار سمرقند بمثابة اشتباك عسكري دار في سمرقند بأوزبكستان عام 1868 بين الإمبراطورية الروسية وقوات مشتركة من إمارة بخارى والعديد من القبائل الأوزبكية. خلال الاشتباك، نجحت الحامية الروسية في صد محاولات متعددة من قبل جيش الحلفاء المحاصر لاقتحام المدينة. عزز الانتصار الروسي لسيطرة الإمبراطورية على الدولة الجديدة تركستان الروسية، وتسبب في الانهيار الجزئي لإمارة بخارى.

## تاريخ

### خلفية
في منتصف القرن التاسع عشر، شنت الإمبراطورية الروسية عدة حملات عسكرية في آسيا الوسطى. كان القصد من هذه الحملات هو قمع الدول الإسلامية المعادية وتوسيع الإمبراطورية الروسية.
في عام 1864، اندلعت الحرب بين روسيا وخانات خوقند. هزم الجيش الروسي قوات خوقند بسرعة، مما تسبب في انضمام أمير بخارى - الذي كان يخشى أن يؤدي انتصار روسيا على خوقند إلى السماح للإمبراطورية بإقامة موطئ قدم في المنطقة - بالانضمام إلى الحرب ضد روسيا. على الرغم من مواجهة مشاكل لوجستية، تسبب الجيش الروسي في سلسلة من الهزائم للقوات الخوقندية-البخارية المشتركة، وبحلول عام 1867 تم إجبار كل من خوقند وبخارى على التنازل عن الأراضي للإمبراطورية الروسية؛ ثم تم دمج هذه الأراضي التي تم التنازل عنها في مقاطعة تركستان الروسية، والتي وضعت تحت حكم الجنرال كونستانتين فون كوفمان.
على الرغم من انتهاء الحرب الروسية البخارية وتوقيع معاهدة سلام، استمر القتال في أجزاء من المقاطعة الروسية الجديدة. سعيًا لسحق هذه القوات (التي اشتبه كوفمان بشكل صحيح في دعمها من قبل البخاريين في انتهاك لمعاهدة السلام السابقة)،  نظم كوفمان جيشًا وسار إلى مدينة سمرقند التي يسيطر عليها بخارى، والتي نجح في الاستيلاء عليها عام 1868. ومع ذلك، فإن الاستيلاء على المدينة لم يتسبب في نهاية القتال، ولذلك اختار كوفمان متابعة قوة من بخارى المنسحبين إلى مدينة بخارى، تاركًا حامية صغيرة من 685 رجلاً للاحتفاظ بسمرقند. لم تكن قوة الحامية هذه جاهزة تمامًا للقتال، وكان العديد من الرجال الذين تركهم كوفمان وراءهم إما جرحى أو غير مقاتلين.

### حصار
ترك رحيل الجسم الرئيسي لجيش كوفمان سمرقند عرضة للخطر. بالاستفادة من هذا الضعف، قامت معاقل خوقند القريبة، وجنود بخارى، والقبائل المناهضة لروسيا بتدعيم قواتهم وساروا نحو المدينة ذات الدفاع الخفيف. تلقت الحامية الروسية أنباء عن اقتراب قوات العدو واستعدت للحصار. قام قائد الحامية، البارون شتمبل، بسحب قواته من المناطق الأكثر ضعفًا في المدينة للدفاع عن قلعة سمرقند. كان هذا الموقف دفاعيًا للغاية، مسلحًا بـ 25 مدفعًا تم الاستيلاء عليها من البخاريين ومجهزة بالمؤن لمدة شهرين. تم استكمال القوات الروسية بقيادة شتمبل بعدد من السكان اليهود والإيرانيين في المدينة، الذين عارض معظمهم عودة الحكومة البخارية ويخشون الانتقام إذا تمت استعادة المدينة. كان جيش الحلفاء المعارض للروس مكونًا من بخارى وخوقند والعديد من القبائل الموالية لبخارى والعديد من سكان مدينة سمرقند.
وحاصرت قوات بخارى القلعة ونجحت على مدى ثلاثة أيام في إحداث عدة ثغرات في جدران الحصن. ومع ذلك، صدت جميع محاولات اقتحام القلعة من قبل المدافعين الروس. تميز العديد من الضباط الروس خلال هذه الارتباطات؛ ضابط روسي اسمه نزاروف (الذي كان معروفًا في السابق بكونه شاربًا بكثرة ومقامرًا فقيرًا)  ميز نفسه أثناء الحصار، في حين تم الإشادة بفنان الحرب الروسي المستقبلي فاسيلي فيريشاجين (حصل على صليب القديس. جورج ) على أفعاله.

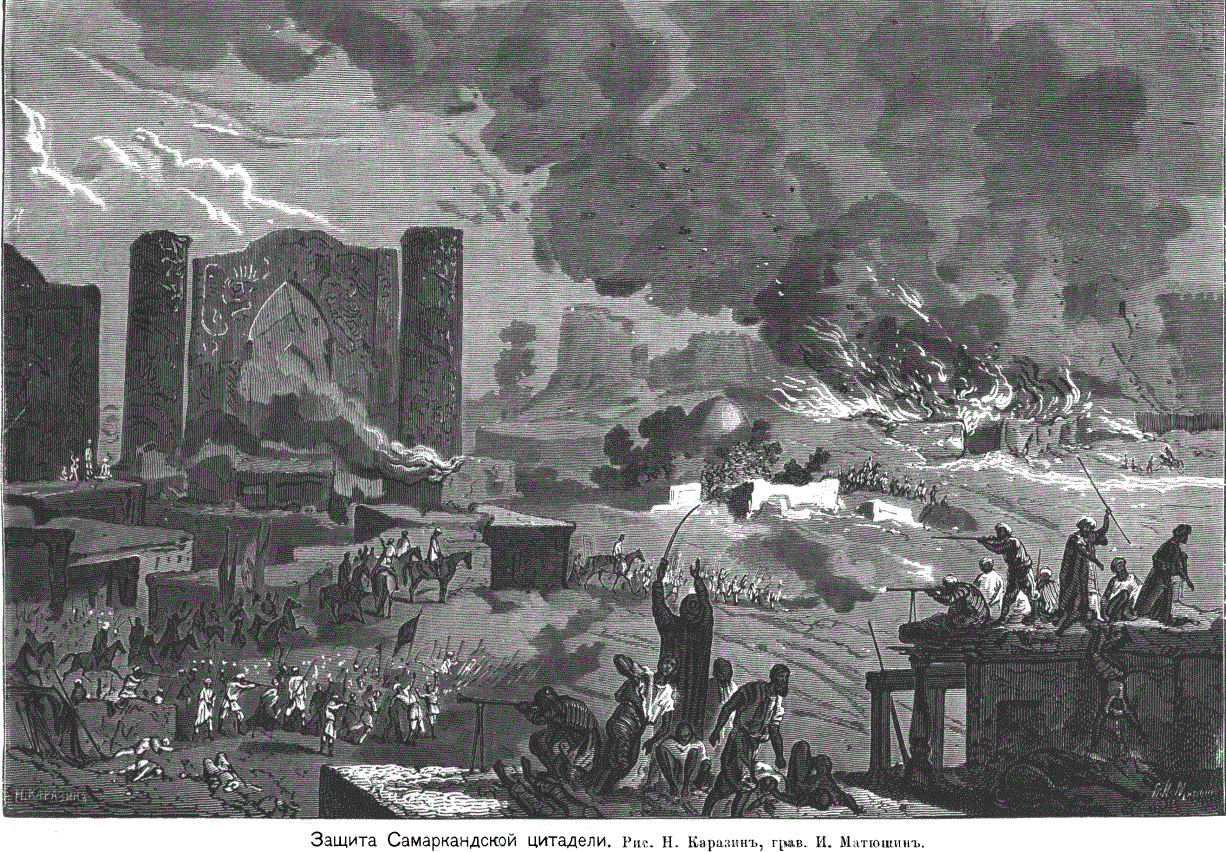
1872 رسم توضيحي للحصار.

مع تقدم الحصار، وصلت الأخبار إلى القوة الرئيسية لكوفمان بأن سمرقند تتعرض للهجوم. سرعان ما حشد الجنرال قواته وقام بمسيرة إجبارية لتخفيف الضغط على المدينة. وبتهديد اقتراب الجيش الروسي تراجع المحاصرون منهين الحصار. عانت الحامية الروسية من خسائر فادحة، حيث قُتل أو جُرح 221 رجلاً.

### ما بعد الكارثة
بعد الانتصار الروسي في سمرقند، اضطر أمير بخارى لرفع دعوى من أجل السلام. تم التنازل عن المزيد من الأراضي للإمبراطورية الروسية، وفي السنوات التالية اندلعت حرب أهلية في بخارى نتيجة للضعف السياسي للأمير.